# Act: Tomorrow
El Act: Tomorrow (estilizado como ACT : TOMORROW) es la cuarta gira musical del grupo surcoreano Tomorrow X Together, la que promocionará el cuarto álbum de estudio de la agrupación The Star Chapter: Together. Comenzará el 22 de agosto de 2025 en Seúl y está planificada para concluir el 28 de diciembre de 2025 en Fukuoka.

## Antecedentes y desarrollo
El 20 de junio de 2025 la banda anuncia su cuarta gira mundial con sus dos primeros espectáculos en la capital surcoreana. El nombre de la gira representa el lema "avanzando juntos hacia el mañana prometido". El 10 de julio se anuncian las siete ciudades para etapa norteamericana de la gira, a realizarse entre septiembre y octubre de 2025. Mientras que las fechas japonesas del recorrido asiático son anunciadas el 5 de agosto, incluyendo tres domos del país para noviembre y diciembre de 2025.

## Fechas
| Fecha                    | Ciudad         | País           | Recinto                    | Asistencia | Recaudación |
| Asia                     | Asia           | Asia           | Asia                       | Asia       | Asia        |
| ------------------------ | -------------- | -------------- | -------------------------- | ---------- | ----------- |
| 22 de agosto de 2025     | Seúl           | Corea del Sur  | Gocheok Sky Dome           | ―          | ―           |
| 23 de agosto de 2025     | Seúl           | Corea del Sur  | Gocheok Sky Dome           | ―          | ―           |
| América del Norte        |                |                |                            |            |             |
| 9 de septiembre de 2025  | San José       | Estados Unidos | SAP Center                 | ―          | ―           |
| 12 de septiembre de 2025 | Los Ángeles    | Estados Unidos | BMO Stadium                | ―          | ―           |
| 16 de septiembre de 2025 | Dallas         | Estados Unidos | American Airlines Center   | ―          | ―           |
| 21 de septiembre de 2025 | Rosemont       | Estados Unidos | Allstate Arena             | ―          | ―           |
| 22 de septiembre de 2025 | Rosemont       | Estados Unidos | Allstate Arena             | ―          | ―           |
| 25 de septiembre de 2025 | Atlanta        | Estados Unidos | State Farm Arena           | ―          | ―           |
| 28 de septiembre de 2025 | Washington D.C | Estados Unidos | Capital One Arena          | ―          | ―           |
| 1 de octubre de 2025     | Newark         | Estados Unidos | Prudential Center          | ―          | ―           |
| 2 de octubre de 2025     | Newark         | Estados Unidos | Prudential Center          | ―          | ―           |
| Asia                     |                |                |                            |            |             |
| 15 de noviembre de 2025  | Tokorozawa     | Japón          | Belluna Dome               | ―          | ―           |
| 16 de noviembre de 2025  | Tokorozawa     | Japón          | Belluna Dome               | ―          | ―           |
| 6 de diciembre de 2025   | Nagoya         | Japón          | Vantelin Dome Nagoya       | ―          | ―           |
| 7 de diciembre de 2025   | Nagoya         | Japón          | Vantelin Dome Nagoya       | ―          | ―           |
| 27 de diciembre de 2025  | Fukuoka        | Japón          | Mizuho PayPay Dome Fukuoka | ―          | ―           |
| 28 de diciembre de 2025  | Fukuoka        | Japón          | Mizuho PayPay Dome Fukuoka | ―          | ―           |